# Oldřich Teplý
Oldřich Teplý (* 27. května 1940 Praha) je bývalý československý rychlobruslař.
Československých šampionátů se účastnil již od roku 1959, kdy se umístil na páté příčce. V následujících letech svá umístění vylepšoval, mistrovství Československa poprvé vyhrál v roce 1963. Toto prvenství zopakoval i v letech 1964 a 1965. Zúčastnil se Zimních olympijských her 1964 (500 m – 32. místo, 1500 m – 32. místo, 5000 m – 33. místo), což byly zároveň i jeho první velké mezinárodní závody. Startoval také na Mistrovství Evropy 1965 a Mistrovství Evropy 1967. Poslední závody absolvoval v roce 1969. Na přelomu let 1982 a 1983 se zúčastnil několika veteránských závodů.